# 4264 Karljosephine
4264 Karljosephine eller 1989 TB är en asteroid i huvudbältet som upptäcktes den 2 oktober 1989 av den australiensiske astronomen Karl F. J. Cwach vid Siding Spring-observatoriet. Den är uppkallad efter upptäckarens föräldrar Karl Wilhelm och Josephine Anna-Maria Cwach.
Asteroiden har en diameter på ungefär 4 kilometer.